# Вукалович, Лука

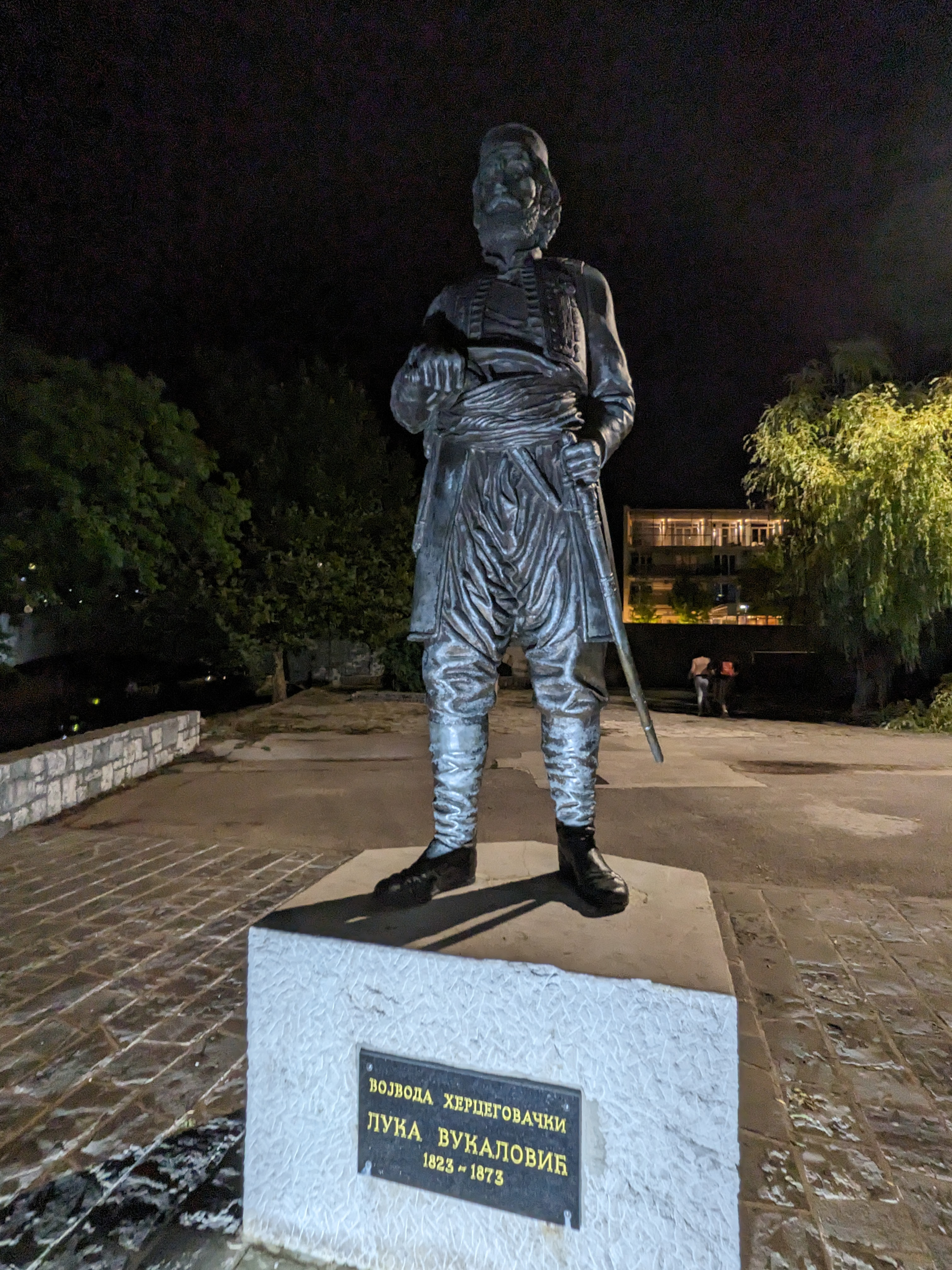
Памятник Вукаловичу в Требине

Лука Вукалович (серб. Лука Вукаловић; 18 октября 1812, Богоевичи, Боснийский эялет, Османская империя — 6 июля 1873, Салтычия, Бердянский уезд, Таврическая губерния, Российская империя) — черногорский воевода, руководитель трёх восстаний против Османской империи в 1852—1862 годах.

## Биография
Сын старейшины герцеговинского племени зубцы.
В молодости был смелым юнаком, потом работал оружейником. Кроме изготовления и продажи оружия, занимался торговлей скота и контрабандой табака, накопил значительное состояние. После смерти своего отца был избран главой рода, который жил на границе с Черногорией и австрийской Далмацией.
В 1852 году возглавил восстание против османских властей, которые попытались разоружить христиан.
В 1857 году избран воеводой за необыкновенную храбрость в борьбе с турками. Во второй раз взялся за оружие в 1858 году, на этот раз в союзе с черногорским князем Данилой I Петровичем.
После поражения у Криницы Черногория подверглась нашествию Хуршид-паши, но Вукалович остановил грозного врага и принудил его отступить.
Турки не выполнили условий заключённого Хуршид-пашой трактата, а Вукалович подвергся преследованиям со стороны воеводы Мирко Петровича-Негоша.
В 1862 Вукалович рассорился с черногорским двором и согласился сотрудничать с Турцией и Австрией, однако в 1865 году вновь поднял восстание. Преследуемый наёмными убийцами, вынужден был переселиться в 1865 году в Россию, где и умер в 1873 году в Салтычие Бердянского уезда.
В годы Второй мировой войны с фашистами сражался сербский партизанский батальон имени Луки Вукаловича.